# Bastuträsk by
Bastuträsk by ligger fem kilometer nordväst om Bastuträsk samhälle i Norsjö kommun. Byn har anor från 1500-talet och är belägen mellan två sjöar, Bastuträsket och den mindre Avan. Omgivningen är öppna, gamla jordbrukslandskap.
I Bastuträsk by finns ett gammalt gästgiveri från 1682. Byggnaden har stort kulturhistoriskt värde och renoverades 1999.